# Hồ Hodge Close Quarry
Hồ Hodge Close Quarry thuộc bang Cumbria, được mệnh danh là hồ đáng sợ nhất nước Anh.
Những khối đá in bóng xuống mặt hồ, giống hộp sọ người chết, nên hồ còn có tên gọi khác là ‘Hồ đầu lâu’.
Hồ có độ sâu 29 mét, nước hồ lạnh tới 6 độ C.
Hồ đầu lâu đã cướp đi sinh mạng nhiều thợ lặn, với những cái chết bí ẩn